# Horst von Windheim
Horst von Windheim (* 17. September 1886 in Naumburg (Saale); † 17. April 1935 in Saas-Fee) war ein deutscher Verwaltungsjurist.

## Leben
Seine Eltern waren der spätere Generalleutnant Gebhard von Windheim (* 1851; † 1925) und seine Ehefrau Adele Osmann (* 1854; † 1920). Die Eltern lebten zuletzt in Naumburg an der Saale. Die Mutter stammte aus Westpreußen, der Vater aus der briefadeligen Familie von Windheim, die weiteren männlichen Vorfahren waren u. a. Forstmeister und Amtmänner.
Windheim studierte Rechtswissenschaften an der Universität Göttingen und wurde dort 1906 Mitglied des Corps Bremensia. Nach dem Studium war von Windheim während des Ersten Weltkrieges in Budapest als Assessor tätig. Danach war er in Berlin und bis 1921 beim Landratsamt im Landkreis Essen. 1921 wurde er zum Landrat im Kreis Winsen ernannt. Dieses Amt führte er bis zur Auflösung des Kreises 1932 aus. 1932/33 war er Landrat im Kreis Gardelegen und anschließend bis 1935 Landrat im Kreis Wanzleben der Provinz Sachsen. Er starb mit 48 Jahren durch eine Lawine in den Walliser Alpen.